# Ampang Jaya
Ampang Jaya is een stad en gemeente (majlis erbandaran; municipal council) in de Maleisische deelstaat Selangor. De gemeente telt 470.000 inwoners en is onderdeel van de agglomeratie Groot-Kuala Lumpur (Klang Valley).

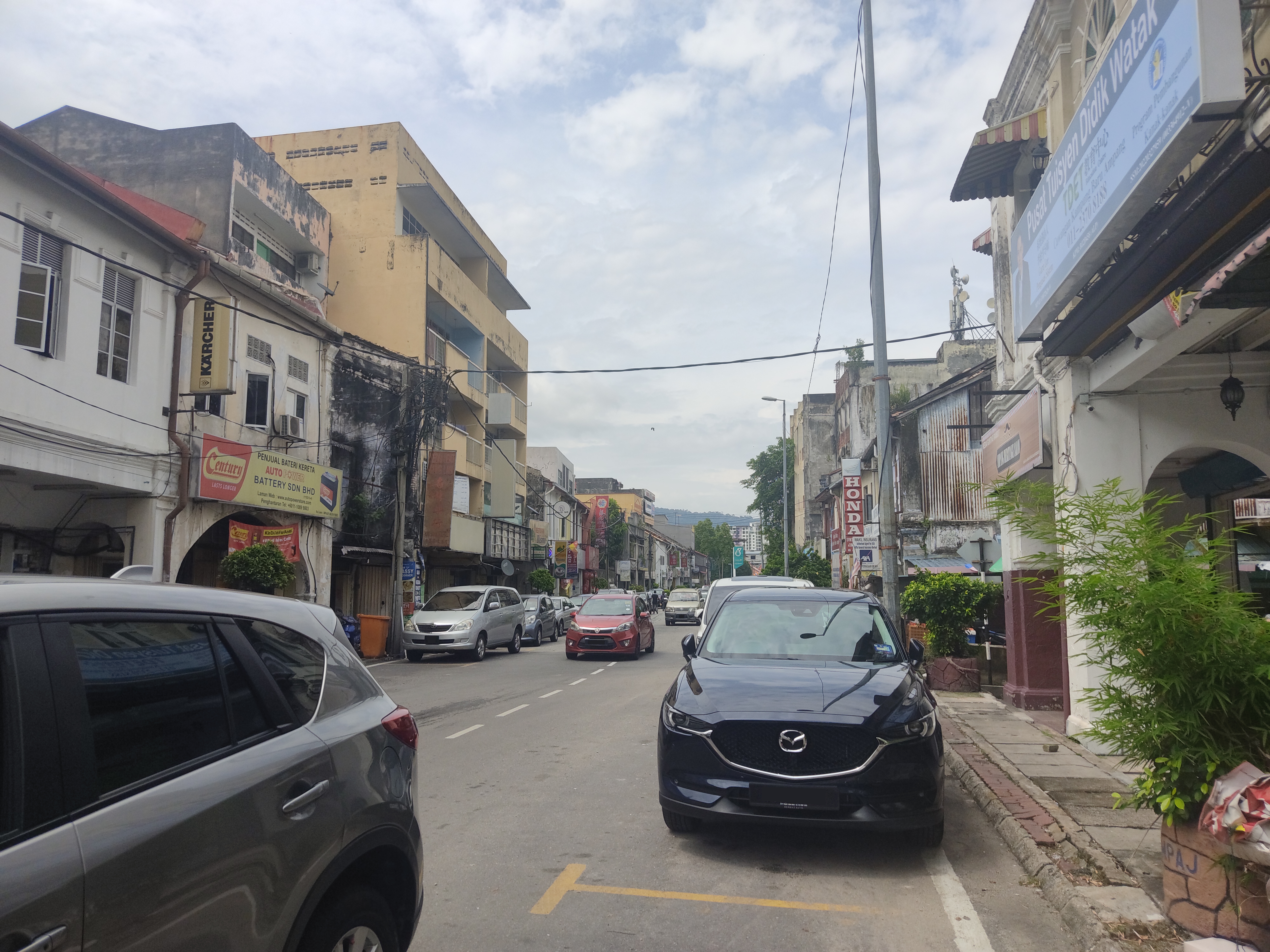
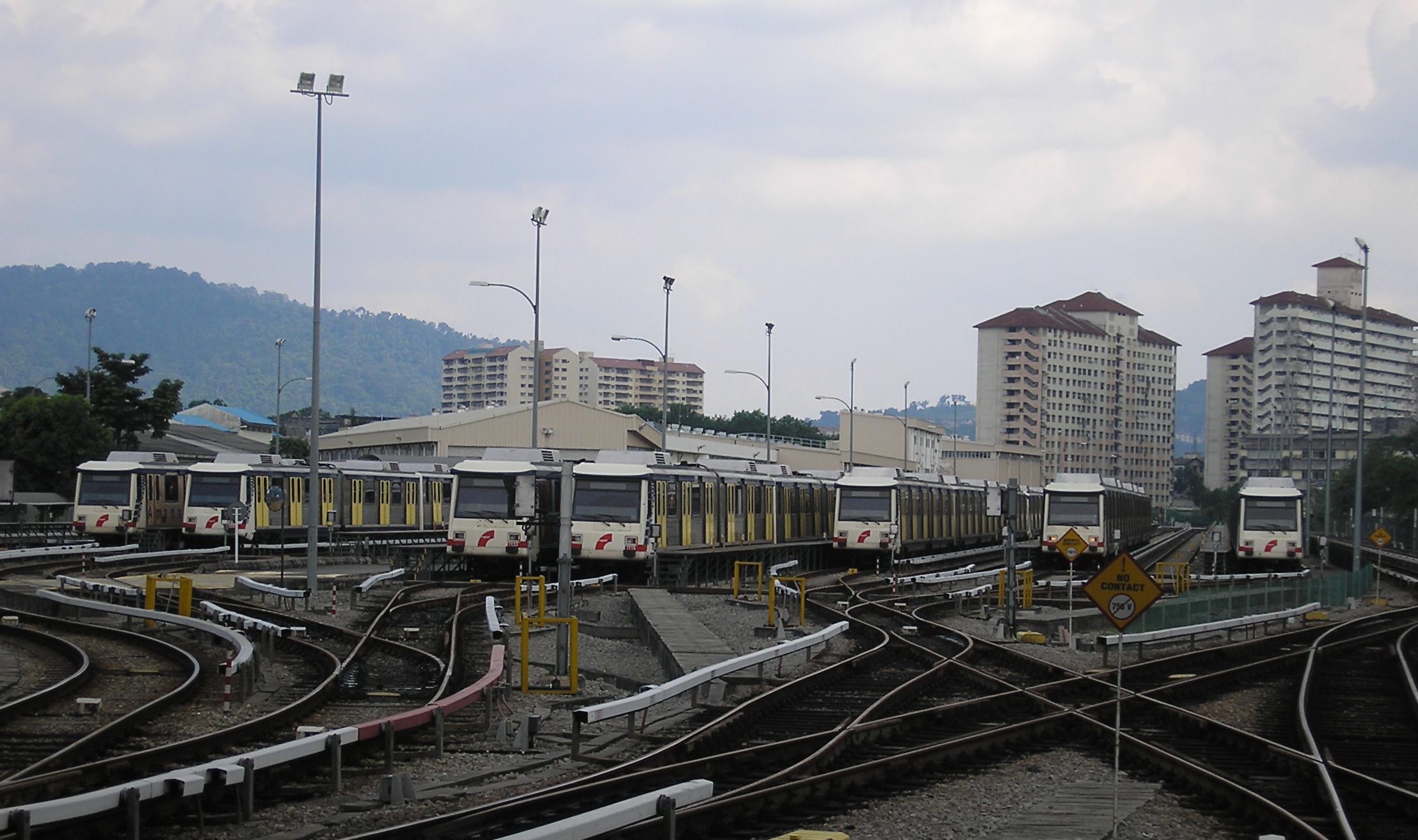
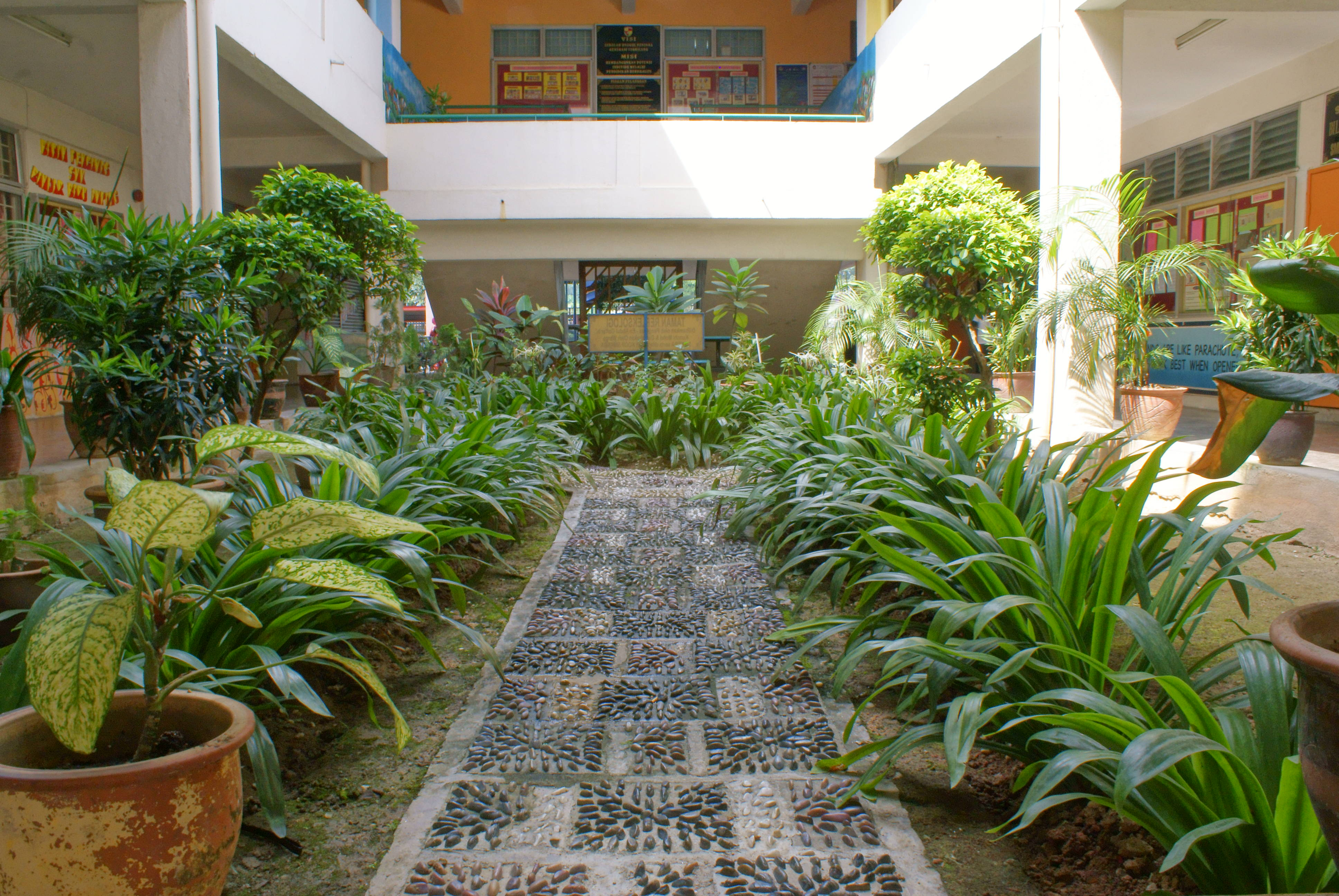